# Atlantis Evolution
Atlantis Evolution (Atlantis IV) – gra przygodowa typu wskaż i kliknij z 2004 r., stworzona przez Atlantis Interactive Entertainment. Czwarta część z serii gier komputerowych Atlantis.

## Fabuła gry
Fotoreporter nazwiskiem Curtis Hewitt zostaje porwany przez wir, który prowadzi do samego serca Nowej Atlantydy. Młodzieniec trafia do krainy nowoczesnych technologii i pradawnych wierzeń, gdzie wszystko jest dla niego nowe i obce. Curtis z początku chce tylko wrócić cało do domu, lecz później postanawia oswobodzić lud Nowej Atlantydy spod jarzma bezlitosnych bogów.